# Stanisławowo (powiat wrzesiński)
Stanisławowo – wieś w Polsce położona w województwie wielkopolskim, w powiecie wrzesińskim, w gminie Września.
Wieś szlachecka, własność wojewody płockiego Piotra Potulickiego, około 1580 roku leżała w powiecie gnieźnieńskim województwa kaliskiego. W latach 1975–1998 miejscowość położona była w województwie poznańskim.